# Иоганн V Мекленбургский
Иоганн V Мекленбургский (нем. Johann V. von Mecklenburg; 1418 — между 1 ноября 1442 и 13 января 1443) — герцог Мекленбурга в 1436—1442 годах.
Иоганн V — сын герцога Мекленбурга Иоганна IV и его супруги Екатерины Саксен-Лауэнбургской.
Иоганн правил после смерти отца, поначалу под опекой матери Катарины, с 1436 года — совместно с братом Генрихом IV.
17 сентября 1436 года Иоганн женился на Анне Померанской (ум. после 14 мая 1447), дочери Казимира V Померанского. Вероятно, Иоганн V был похоронен в церкви Доберанского монастыря.